# Kosin (gmina)
Kosin (do 1874 Janiszów) – dawna gmina wiejska istniejąca do 1954 roku w woj. lubelskim. Siedzibą władz gminy był Kosin.
Gmina Kosin powstała w 1874 roku, w Królestwie Polskim, w powiecie janowskim w guberni lubelskiej z obszaru dotychczasowej gminy Janiszów.
W 1919 roku gmina weszła w skład woj. lubelskiego. Na mocy statutu z dnia 1 stycznia 1944 roku powołano do życia Radę Narodową w Kosinie. 9 sierpnia 1945 roku zniesiono powiat janowski a z jego obszaru utworzono powiat kraśnicki, w którego skład weszła gmina Kosin.
1 lipca 1951 z gminy Kosin wyłączono gromady Opoka Duża i Opoczka Mała, włączając je do gminy Annopol w tymże powiecie.
Według stanu z dnia 1 lipca 1952 roku gmina Kosin składała się z 7 gromad: Borów, Janiszów, Kosin, Łany, Mniszek, Wymysłów i Zabełcze. Jednostka została zniesiona 29 września 1954 roku wraz z reformą wprowadzającą gromady w miejsce gmin. Po reaktywowaniu gmin z dniem 1 stycznia 1973 roku gminy o nazwie Kosin nie przywrócono, a jej dawny obszar stanowi obecnie południową część gminy Annopol.
Zobacz też: gmina Kosina